# Superamigos (revista em quadrinhos)
Superamigos é um título compartilhado por várias séries de revistas em quadrinhos da DC Comics.

## História

### Versão da Ebal
A primeira versão da revista foi publicada pela EBAL entre 1975 e 1982 e reunia história inspirada no desenho animado homônimo.
Os Super Gêmeos fizeram sua primeira aparição em  Super Friends # 7 (Outubro de 1977, antes de estrearem na série animada), Os membros do Guardiões Globais estrearam nas edições #7 a #9
Na edição 21, a Liga da Justiça da Terra 1 se encontrou com sua contraparte no Universo dos Super Amigos.
A heróina Fogo fez sua estréia em Super Friends # 25 de 1979.
Recentemente a DC Comics voltou a usar o nome Super Friends em uma revista chamada DC Super Friends com histórias infanto-juvenis da Liga da Justiça e a Legião dos Superanimais.

### Versão da Editora Abril
Entre 1985 e 1988, a Editora Abril lançou uma nova revista "mix"  chamada Superamigos, a revista era semelhante a Heróis da TV só que com heróis do Universo DC e em 1987 serviu para publicar a saga Crise nas Infinitas Terras e o Esquadrão Atari.
a mini-série Camelot 3000 teve seus ultimos númerios publicados na revista SuperAmigos.
Em 1976 a Bloch Editores publicou uma revista chamada Almanaque do Homem-Aranha e Seus Super-Amigos n° 1 contendo histórias do Homem Aranha e de outros personagens do Universo Marvel.
| Edição e Data de publicação | Histórias (edição original)                                                | Histórias (edição original)                                               | Histórias (edição original)                                                 | Histórias (edição original)                                             | Histórias (edição original)                                                                              |
| --------------------------- | -------------------------------------------------------------------------- | ------------------------------------------------------------------------- | --------------------------------------------------------------------------- | ----------------------------------------------------------------------- | --- |
| # 01 (Mai 1985)             | Traições Camelot 3000 (1982) # 7                                           | O cavaleiro Judas Camelot 3000 (1982) # 8                                 | Uma garota muito especial The Daring New Adventures of Supergirl (1982) # 1 | O segredo de Skartaris Warlord (1976) # 5                               | Um dia em nossas vidas The New Teen Titans (1980) # 8                                                    |
| # 02 (Jun 1985)             | No limite da vida e da morte Atari Force (1984) # 6                        | O fim de um imortal Green Lantern (1976) # 80                             | Longe de casa Warlord (1976) # 6                                            | Destruição de Chicago The Daring New Adventures of Supergirl (1982) # 2 | Quem matou Bruce Wayne? Batman (1940) # 245 O Mestre dos Fantoches The New Teen Titans (1980) # 9        |
| # 03 (Jul 1985)             | Contra-ataque Atari Force (1984) # 7                                       | A maldição do rei Warlord (1976) # 7                                      | Em busca do Santo Graal Camelot 3000 (1982) # 9                             | O dia da decadência The Daring New Adventures of Supergirl (1982) # 3   | O outro lado do espelho Batman Special (1984) # 1                                                        |
| # 04 (Ago 1985)             | O pranto dos pássaros feridos Green Lantern (1976) # 85                    | A morte cresce dentro de mim Green Lantern (1976) # 86                    | Sem ninguém Atari Force (1984) # 8                                          | Prelúdio da guerra Camelot 3000 (1982) # 10                             | A morte em minhas mãos! The New Teen Titans (1980) # 10                                                  |
| # 05 (Set 1985)             | Duelo de titãs The New Teen Titans (1980) # 11                             | O renascer dos deuses The New Teen Titans (1980) # 12                     | Guerra! Camelot 3000 (1982) # 11                                            | Memória viva Atari Force (1984) # 9                                     | A cidade no céu Warlord (1976) # 8                                                                       |
| # 06 (Out 1985)             | ...E a estrada prossegue eternamente... Camelot 3000 (1982) # 12           | A chama da morte Detective Comics (1937) # 469-470                        | O herói à casa torna Atari Force (1984) # 10                                | Diana Prince deve morrer Wonder Woman (1942) # 180                      | Memórias de um Arqueiro Verde Green Arrow (1983) # 1                                                     |
| # 07 (Nov 1985)             | Traidor! Atari Force (1984) # 11                                           | Quem é morto sempre aparece Detective Comics (1937) # 471                 | O primeiro Lanterna Verde da Terra Green Lantern (1976) n° 149              | Um caso de vertigem Green Arrow (1983) # 2                              | A ira de Cyber Wonder Woman (1942) # 181 A hora da vingança The New Teen Titans (1980) # 13              |
| # 08 (Dez 1985)             | Revolução The New Teen Titans (1980) # 14                                  | Eu sou o Batman Detective Comics (1937) # 472                             | Com vocês... a Gang! The Daring New Adventures of Supergirl (1982) # 4      | Morte na neve Warlord (1976) # 9                                        | O fim está próximo Atari Force (1984) # 12 O hexágono da morte Green Arrow (1983) # 3                    |
| # 09 (Jan 1986)             | Desfecho em alto-mar Green Arrow (1983) # 4                                | A volta da Irmandade Negra The New Teen Titans (1980) # 15                | O pingüim da Malásia Detective Comics (1937) # 473                          | Uma heroína confusa The Daring New Adventures of Supergirl (1982) # 5   | O povo das sombras Green Lantern (1976) n° 141 O fim! Atari Force (1984) # 13                            |
| # 10 (Fev 1986)             | Reencontro fatal Detective Comics (1937) # 474                             | Paixão e morte! The New Teen Titans (1980) # 16                           | Os Omega Men Green Lantern (1976) n° 142                                    | A volta da Mulher-Maravilha Wonder Woman (1942) # 204                   | A torre dos horrores Warlord (1976) n° 10 O dia seguinte Atari Force (1984) # 14                         |
| # 11 (Mar 1986)             | Encurralados Atari Force (1984) # 15                                       | O tétrico sorriso da morte Detective Comics (1937) # 475                  | A marca do Coringa Detective Comics (1937) # 476                            | Nasce uma lenda Warlord (1976) n° 11                                    | A torre dos horrores Warlord (1976) n° 10 Em busca de origens Justice League of America (1960) # 192-193 |
| # 12 (Abr 1986)             | Renasce o Cara-de-Barro Detective Comics (1937) # 477-478                  | Alvo em dois mundos Justice League of America (1960) # 195                | Nascer e renascer Atari Force (1984) # 16                                   | Trilogia Warlord (1976) n° 12                                           | Auron, deus da luz e da morte Green Lantern (1976) n° 143 A morte tatuada Green Lantern (1976) n° 144    |
| # 13 (Mai 1986)             | A destruição de um sonho Detective Comics (1937) # 479                     | Contagem regressiva para a derrota Justice League of America (1960) # 196 | A outra face da justiça Batman (1940) # 303                                 | No limiar do desespero Atari Force (1984) # 17                          | ---- |
| # 14 (Jun 1986)             | Perdido no mundo Atari Force (1984) # 18                                   | Conflito entre dois mundos Justice League of America (1960) # 197         | A aliança da senhora Batman Batman (1940) # 305                             | A morte dourada Green Lantern (1976) n° 145                             | ---- |
| # 15 (Jul 1986)             | Aprisionado Green Lantern (1976) n° 146-147                                | Amargo regresso! Atari Force (1984) # 19                                  | ...E esta será a noite do caçador! Justice League of America (1960) # 197   | A aliança da senhora Batman Detective Comics (1937) # 439               | ---- |
| # 16 (Ago 1986)             | O caçador Warlord (1976) n° 13                                             | O doce sabor do veneno Batman (1940) # 339                                | Os poderes de um Lanterna Verde Green Lantern (1976) n° 148                 | Julgamento e veredicto Atari Force (1984) # 20                          | ---- |
| # 17 (Set 1986)             | A morte está nas cartas Justice League of America (1960) # 194             | O dublê The Fury of Firestorm (1982) # 24                                 | Meu doce monstro Batman (1940) # 343-344                                    | ----                                                                    | ---- |
| # 18 (Out 1986)             | A sombra de Batman Batman (1940) # 345 & Detective Comics (1937) # 511-512 | O candidato Batman (1940) # 349                                           | Morte de um ideal Green Lantern (1976) n° 149                               | ----                                                                    | ---- |
| # 19 (Nov 1986)             | Na dimensão do mal Green Lantern (1976) n° 150                             | Um herói encurralado Batman (1940) # 346                                  | O enigma das trevas Detective Comics (1937) # 513                           | ----                                                                    | ---- |
| # 20 (Dez 1986)             | Preliminares Green Lantern (1976) n° 150                                   | Resoluções Green Lantern (1976) n° 151                                    | Duelo nas sombras Batman (1940) # 348                                       | Demônio Azul Blue Devil (1984) # 1                                      | ---- |